# Саньшуй
Саньшу́й (кит. упр. 三水, пиньинь Sānshuǐ) — район городского подчинения городского округа Фошань провинции Гуандун (КНР).

## История
Уезд Саньшуй (三水县) был образован во времена империи Мин в 1526 году из частей уездов Наньхай и Гаояо.
После вхождения этих мест в состав КНР был создан Специальный район Чжуцзян (кит. упр. 珠江专区), и уезд вошёл в его состав. В 1952 году Специальный район Чжуцзян и Специальный район Сицзян (кит. упр. 西江区专) были объединены в Административный район Юэчжун (кит. упр. 粤中行政区). 
В 1955 году Административный район Юэчжун был упразднён; в результате административного передела провинции Гуандун появился Специальный район Фошань (кит. упр. 佛山专区), и уезд вошёл в его состав. В ноябре 1958 года Специальный район Фошань был переименован в Специальный район Гуанчжоу (кит. упр. 广州专区), а уезды Наньхай и Саньшуй были 22 декабря 1958 года объединены в уезд Наньсань (南三县), но уже в январе 1959 года специальному району было возвращено прежнее название, а уезд Наньсань был переименован в Наньхай. В сентябре 1959 года из уезда Наньхай был вновь выделен уезд Саньшуй. В 1970 году Специальный район Фошань был переименован в Округ Фошань (кит. упр. 佛山地区). 
1 июня 1983 года округ Фошань был расформирован, и уезд перешёл в состав нового городского округа Фошань.
28 мая 1993 года уезд Саньшуй был преобразован в городской уезд.
Постановлением Госсовета КНР от 8 декабря 2002 года городской уезд Саньшуй был преобразован в район городского подчинения.

## Административное деление
Район делится на 2 уличных комитета и 5 посёлков.

## Экономика
В районе расположено несколько крупных предприятий по производству продуктов питания и напитков.